# Vireo nanus
Vireo nanus là một loài chim trong họ Vireonidae.